# 脇村義太郎
脇村 義太郎（わきむら よしたろう、1900年12月6日 - 1997年4月17日）は、日本の経済学者。専攻は経営史。1964年から日本学士院会員、1988年から1994年まで第20代日本学士院院長を務める。1992年文化功労者。東京大学名誉教授。
父は実業家・脇村市太郎。甥に日本高等学校野球連盟会長を務めた脇村春夫がいる。

## 来歴・人物
1900年、現在の和歌山県田辺市に生まれる。旧制和歌山県立田辺中学校（現・和歌山県立田辺高等学校）を経て、1921年第三高等学校卒業。1924年、東京帝国大学経済学部商業学科卒業。
1924年東京帝大助手、1926年東京帝大助教授となる。1935年から37年にかけてヨーロッパへ留学するも、帰国後の1938年人民戦線事件で検挙され、退官。1944年無罪が確定し、1945年外務省の嘱託を経て、終戦後に調査官となり、12月に事務官兼任のまま東京帝大教授に復帰。1951年東京大学経済学博士、「第一次大戦後に於けるドイツの海運と造船」。1961年東大を定年退官。1964年経営史学会初代会長に就任。
1946年から1949年まで持株会社整理委員会委員、1955年から1966年まで船員中央労働委員会会長、1955年から1980年まで海運造船合理化審議会委員、1968年独占禁止懇談会会長。その他、産業計画会議委員（議長・松永安左ヱ門）に就任。この間、1948年11月持株会社整理委員会委員のとき、昭和電工に関する問題に関し、衆議院不当財産取引調査特別委員会に証人喚問された。
1963年藍綬褒章、1970年田辺市文化賞、翌年勲一等瑞宝章を受章、1995年東京都名誉都民、翌年田辺市名誉市民。
一方で教育・芸術分野でも活躍、1957年父とともに設立した財団法人脇村奨学会の役員として人材育成に努め、神奈川県立近代美術館や東京都美術館など多くの美術館の運営に関与した。戦後以降大半を過ごした逗子や鎌倉で多くの文人や画家と交流を深め、多くの作品を収集した。学者らしく脇村の蒐集は理詰めだった。衝動買いや一目惚れとは無縁で、興味をもった画家について徹底的に調べ上げ、目星をつけた作品の情報を可能な限り集めた。その蒐集品の多くは郷土の田辺市立美術館に、他には神奈川県立近代美術館などに収蔵されている。
亡くなる数カ月前の逸話で、神奈川県立近代美術館館長だった酒井忠康に「佐伯祐三《リュクサンブール公園》と岸田劉生《童女図（麗子立像）》の2点から、どちらか好きな方を差し上げましょう」と電話し、酒井は劉生を選び、佐伯の作品は没後に田辺市立美術館に収まった。

## 著書
- 『世界経済の現状と貿易の将来』東洋経済新報社 1964。東洋経済講座叢書
- 『石油』岩波新書 1952
- 『中東の石油』岩波新書 1957
- 『趣味の価値』岩波新書 1967 - 度々復刊
- 『脇村義太郎著作集』日本経営史研究所 全5巻
第1巻 経営発達史 1976
第2巻 経営者論 1975
第3巻 石油・海運・造船 1975
第4巻 大学・本・絵 1976
第5巻 綿業・国際通商・油槽船 1981
- 『東西書肆街考』岩波新書 1979 - 度々復刊
- 『わが故郷田辺と学問』岩波書店 1998

### 共編著
- 『世界経済図説』正・続、有沢広巳・美濃部亮吉共著 岩波新書 1952-54
- 『岩波小辞典経済用語』堀江薫雄共編 岩波書店 1956
- 『カルテル・トラスト・コンツェルン』有沢広巳共編著 御茶の水書房 1977
- 『脇村義太郎対談集 産業と美術と』鈴木三千代ほか編 日本経営史研究所 1990 - 矢代幸雄・神原泰ほか
- 『回想九十年 師・友・書』岩波書店 1991 - 聞き書き（杉本俊朗・細谷新治・菊川秀男）
- 『二十一世紀を望んで 続回想九十年』岩波書店 1993 - 同上

### 記念論文集
- 『脇村義太郎教授還暦記念論文集』中村常次郎・大塚久雄・鈴木鴻一郎編 岩波書店 1962

## 伝記ほか
- 米倉守 『非時葉控 脇村義太郎 全人翁の美のものさし』形文社 2002年
- 楠本定一 『碧き牟婁の江 脇村義太郎物語』紀伊民報 1997年
- 『年譜・著作目録 脇村義太郎』岩波ブックサービスセンター 1994年。杉本俊朗・細谷新治・菊川秀男編
- 田辺市立美術館編・発行『生誕百周年記念 脇村義太郎 美への好奇心展』 2000年